# Tecnologia ambiental
Tecnologia ambiental ou tecnologia verde ou tecnologia sustentável é a aplicação das ciências ambientais para a proteção e conservação da natureza, espaço natural ou biodiversidade, no sentido de prevenir ou mitigar os impactos negativos do homem no ambiente. Nos tempos atuais, a tecnologia ambiental ganhou uma nova força, no sentido de corresponder as necessidades impostas pelo desenvolvimento sustentável.
As suas aplicações percorrem os vários ramos das ciências ambientais, desde os mecanismos de controle de poluição, passando pelas novas tecnologias de desenvolvimento limpo.
As tecnologias ambientais fornecem soluções para diminuir os influxos de substâncias, reduzir o consumo de energia e as emissões, reaproveitar os subprodutos e minimizar os problemas da eliminação de resíduos. Melhoram a eco-eficiência, ou seja, permitem "fazer mais com menos", apoiam a aplicação de sistemas de gestão ambiental e tornam os processos produtivos mais ecológicos.
As tecnologias ambientais são igualmente utilizadas para recolher informações sobre o ambiente – acompanhamento e recolha de dados para identificar a presença de poluentes, alterações na ocupação dos solos ou para detectar os efeitos na saúde humana através da bio-monitorização.
As tecnologias ambientais têm potencial para, durante a próxima década, contribuir para reduzir as emissões dos gases com efeito de estufa até 25–80 %, a destruição da camada de ozônio até 50 % e a acidificação e eutrofização até 50 %. O setor da água enfrenta o desafio de desenvolver tecnologias novas e mais econômicas que incluam os aspectos energéticos e as externalidades ambientais. Estão igualmente previstos avanços tecnológicos significativos e uma expansão do mercado no que diz respeito a soluções de aproveitamento de resíduos para a produção de energia em pequena escala e ao desenvolvimento de sistemas de energia de biomassa em pequena escala.
Para concretizar o potencial das tecnologias ambientais, será necessário criar maior aceitação do mercado. O desconhecimento dos custos reais da obtenção, utilização e eliminação de materiais e energia continua a representar um grande obstáculo para uma maior implementação das eco-inovações.
Os consumidores e os investidores precisam de conhecer com mais exatidão o desempenho e os benefícios ambientais das diferentes tecnologias para poderem comprar e financiar com toda a confiança produtos que são frequentemente novidade no mercado. Para apoiar este objectivo, os responsáveis políticos europeus estão atualmente a debater a forma como deverá processar-se a verificação dessas tecnologias.
- Tecnologia de mensuração ambiental — envolve ferramentas, instrumentos, equipamentos e sistemas de gestão da informação para mensuração e controle ambientais. Uma categoria desse tipo possui como objetivo fornecer uma gama confiável de opções para a tomada de decisões sobre a qualidade do meio ambiente; outra categoria objetiva fornecer à humanidade informações úteis na busca por alternativas ambientais, como, por exemplo, a falta de água e aquecimento global. A tecnologia de mensuração ambiental contrasta com suas congêneres por não focar necessariamente na redução dos impactos produzidos pela humanidade sobre o ambiente natural, mas sim por subsidiar o entendimento de como o meio ambiente vem se alterando e quais são as melhores alternativas para minimizar os impactos dessas alterações sobre a perspectiva de qualidade de vida da população.[2]

- tecnologias de controle da poluição — engloba o conjunto de processos e materiais que foram desenvolvidos para neutralizar os impactos gerados durante o ciclo produtivo, sem, necessariamente, implicar modificações nos processos originais. Em outras palavras, tais tecnologias apoiam o controle da poluição gerada em um determinado processo, sem alterá-lo completamente.

Se por um lado tais tecnologias podem controlar a poluição; por outro podem gerar outros tipos de impactos ambientais, como, por exemplo, aumento no consumo de energias;
- tecnologias mais limpas ou de prevenção da poluição — diz respeito às modificações empreendidas para minimizar ou até mesmo eliminar qualquer efeito prejudicial que um processo pode gerar no meio ambiente. Diferem-se das tecnologias de controle da poluição por requererem uma perspectiva holística de como podem ser reduzidos os impactos ambientais de um processo ou produto;

- tecnologias ambientais de impacto nulo — tecnologias que, de fato, não geram impacto algum durante seu processo de desenvolvimento e utilização. Dentro de uma perspectiva pontual, essas tecnologias podem ser observadas no campo da biotecnologia, mas no contexto de um ciclo produtivo completo, sua existência é considerada utópica.

- Arquitetura sustentável - O objetivo é a projeção e construção de moradias com energia sustentável, com aproveitamento da luz solar e combate ao desperdício de eletricidade, uso inteligente da água, com aproveitamento da chuva e reuso de água suja para descargas de banheiro e incentivo a compostagem para redução de resíduos orgânicos.[3]

- Limpeza de carvão - Foco na redução de emissões decorrentes da utilização de carvão para geração de energia. A limpeza decorre de um processo em que a extração do gás carbônico do mineral é feita através de gaseificação, no momento em que o carvão é elevado à altas temperaturas para girar turbinas a vapor e criar energia elétrica. O gás carbônico extraído é injetado no solo, chegando a reduzir 99% das emissões decorrentes da utilização de carvão.

- Tecnologia menos poluente em motores de combustão interna - eficiência energética e controle de emissão de poluentes em automóveis que utilizam motores de combustão interna, inclusive na utilização de combustíveis menos poluentes ou totalmente limpos.

- Tecnologia energética solar - Painéis com sistemas de geração de energia através da captação da luz solar, que se democratizada, poderá reduzir significativamente a demanda por energia oriunda de combustíveis fósseis.

- Armazenamento de sal - Enfoque na estocagem de energia para uso futuro, pois o sal fundido, quando aplicada a energia solar, tem a capacidade de grande armazenamento de energia. A substância pode absorver e armazenar grande quantidade de calor, e como resultado, o calor captado durante o dia pode ser utilizado para aquecer o sal. A partir disso, o sal geral vapor e tem capacidade para girar turbinas, mesmo quando o sol está ausente.

- Mineração com a tecnologia verde - A atividade de mineração é uma das que mais afetam o meio ambiente, porém a tecnologia tem contribuído para purificação de água, remediação de rejeitos de minas e gestão da água em hidrometalúrgicas, reduzindo o impacto ambiental que as mineradores causam no meio ambiente.